# シャルル＝マリー・ヴィドール
シャルル＝マリー・ジャン・オベール・ヴィドール（Charles-Marie Jean Albert Widor, 1844年2月21日 - 1937年3月12日）はフランスのオルガン奏者・作曲家・音楽教師・音楽理論家。

## 略歴

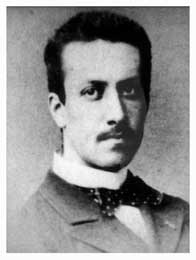
シャルル＝マリー・ヴィドール（1870年）

ハンガリー移民の末裔で、祖父の代までアルザスでオルガン建造職人の家系であった。父フランソワ＝シャルルはリヨンの教会オルガニスト、母親は発明家の一族であり、その親族にモンゴルフィエ兄弟がいた。
父親から音楽の手ほどきを受けた後、リヨンのイエズス会系神学校で古典教育を受ける。オルガン演奏が急速に上達すると、カヴァイエ＝コルの助言により、1863年にベルギーに留学しブリュッセル音楽院にて、ジャック＝ニコラ・レメンスにオルガンを、フランソワ＝ジョゼフ・フェティスに作曲を学ぶ。
翌年にリヨンに戻ると、たちどころに超絶技巧のオルガニストとして名声をほしいままにするようになる。その後もカヴァイエ＝コルのますますの引き立てにより、パリでもその名を知られるようになり、ロッシーニ、マイヤベーア、リスト、サン＝サーンス、フランクらと親交を結んだ。
1870年にカヴァイエ＝コルの推薦により、わずか25歳でサン・シュルピス教会の終身オルガニストに就任。以後、ヴィドールは64年もの長きにわたってこの地位にとどまり続けた。ヴィドールはブリュッセル時代の師レメンスの影響を受けて、歴史的なドイツ音楽、とりわけバッハの音楽をフランス国民へ紹介することに力を注ぎ、自らもバッハのオルガン曲の演奏を熱心に行っていた。1880年代には、偽名や匿名で音楽批評を各紙に寄稿するようになった。
1890年にパリ音楽院のオルガン科教授であったフランクが死去すると、その後任として同音楽院のオルガン科教授に任命され、1896年からは作曲科教授に転身した。なお、ヴィドールの後任としてオルガン科教授に任命されたのは、同じくレメンスの門下生だったアレクサンドル・ギルマンであった。
後年は教育活動に熱を入れ、フォンテーヌブローのアメリカ音楽院など国内各地のほかに、マドリードやロンドンでも客員教授として教鞭を執った。パリ音楽院での門人はそれぞれ有名になり、中でもダリユス・ミヨーやマルセル・デュプレ、晩期に教えたエドガー・ヴァレーズが際立っているほか、アルベルト・シュヴァイツァーも彼の指導を受けた一人であった。1910年にフランス学士院入りを果たした後、1937年に93歳で永眠した。

## 作風
ヴィドールは、幅広くさまざまな楽器やアンサンブルのために作曲し、存命中はオラトリオやバレエ音楽も好まれたが、こんにち定期的に演奏されるのはオルガン作品だけである。特に全10曲あるオルガン交響曲が代表的な作品で、その中でも最も有名なのは「オルガン交響曲 第5番」と考えられる。この曲の終楽章のトッカータは、欧米では結婚式に使われて親しまれている。
チャイコフスキーやドリーブと同世代にもかかわらず、作曲家としてはメンデルスゾーンやシューマンの影響を受けている。簡潔・明晰な楽曲構成、控えめで穏やかな転調（半音階は多用されない）、ポリフォニーを抑えた平明な声部書法などが認められる。
モーリス・ラヴェルは、ヴィドールの著作である「近代管弦楽法(Technique d'Orchestration Moderne)」を愛読していたと言われる。

## 出版
フレデリック・ショパンと同じく「改訂魔」であり、出版後頻繁に自作のエラーを修正していた。このことはA-R Editionsの校訂報告で明らかとなっている。一例に、オルガン交響曲第5番の終楽章の最終テンポの問い合わせのやり取りがある。出版後「速過ぎたので、4分音符100にしていただけないでしょうか」と再三にわたって指摘した。しかし、多くのオルガニストはこれを上回る速度で弾いている。

## 主要作品
- 管弦楽作品
  - 交響曲第1番 ヘ短調 作品16
  - 交響曲第2番 イ長調 作品54
  - 交響曲第3番 ホ短調 作品69（オルガンと管弦楽）
  - オルガン独奏と管弦楽のためのシンフォニア・サクラ 作品81

- 協奏曲
  - ピアノ協奏曲第1番 ヘ短調 作品39 (1876)
  - ピアノ協奏曲第2番 ハ短調 作品77 (1905)
  - チェロ協奏曲 ホ短調 作品41 (1895)

- オルガン独奏曲
  - オルガン交響曲第1番 ハ短調 作品13-1
  - オルガン交響曲第2番 ニ長調 作品13-2
  - オルガン交響曲第3番 ホ短調 作品13-3
  - オルガン交響曲第4番 ヘ短調 作品13-4
  - オルガン交響曲第5番 ヘ短調 作品42-1（英語版）
  - オルガン交響曲第6番 ト短調 作品42-2（英語版）
  - オルガン交響曲第7番 イ短調 作品42-3
  - オルガン交響曲第8番 ロ長調 作品42-4
  - オルガン交響曲第9番 ハ短調 作品70（フランス語版） 「ゴシック」
  - オルガン交響曲第10番 ニ長調 作品73「ローマ風」

- 室内楽曲
  - ピアノ三重奏曲 変ロ長調 作品19（1875年作曲）
  - ピアノ五重奏曲 ニ短調 作品7（フランス語版） （1890年発表）
  - ヴァイオリンソナタ第1番 ハ短調 作品50
  - ヴァイオリンソナタ第2番 ニ短調 作品79
  - チェロソナタ イ長調 作品80
  - フルートとピアノのための組曲 作品34
  - 序奏とロンド 作品72